# Етті Мей Ґрін
Етті Мей "Етті Мей" Ґрін (англ. Ettie Mae "Ettie May" Greene, до шлюбу Томас; 8 вересня 1877, Вейсайд, Західна Вірджинія, США — 26 лютого 1992, Спрингфілд, Західна Вірджинія, США) — американська супердовгожителька, повністю верифікована Групою геронтологічних досліджень (GRG). Входила у список топ-100 найстаріших повністю верифікованих людей в історії. Прожила 114 років і 171 день.

## Життєпис
Етті Мей Томас народилася 8 вересня 1877 року в місті Вейсайд, Західна Вірджинія, США. Вона працювала швачкою і фермеркою. У шлюбі з Расселом Ей. Ґріном мала дев'ять дітей. Після смерті чоловіка у 1919/1920, прожила 72 роки вдовою. Вона пояснювала своє довголіття "добрим, чистим життям" і молочним коктейлем, який випивала щодня. Етті Мей померла 26 лютого 1992 року в Центрі комплексного догляду у Спрингфілді, Західна Вірджинія у віці 114 років і 171 дні. Її пережили четверо з її дев'ятьох дітей, 21 онук, 47 правнуків і 37 праправнуків.